# Linia din Vale
Linia din Vale – wieś w Rumunii, w okręgu Aluta, w gminie Curtișoara. W 2011 roku liczyła 501 mieszkańców.